# Duschpalatset
Duschpalatset är en svensk indiepopgrupp från Umeå. Medlemmarna började spela ihop 2016 och släppte sin debutskiva Vinnarmusik 2019. Gruppens andra album Baby släpptes 2021. Pär Wiksten från The Wannadies har producerat musik för gruppen.
Gruppen består av Viktor Sandström (sång, gitarr), Alva Nylander (sång, synt), Carolina Sandström (bas) och Nike Vejbrink (trummor). Bandets namn kommer från humorgruppen Klungan och är en fiktiv plats i Malå.

## Diskografi

### Studioalbum
- 2019 – Vinnarmusik
- 2021 – Baby